# Sinah-1
Sinah-1 ist ein Erdbeobachtungssatellit und der erste Satellit des Iran.
Der Satellit wurde am 28. Oktober 2005 um 6:52 UTC mit einer russischen Kosmos-3M vom Raketenstartplatz Plessezk aus in eine 680 km hohe sonnensynchrone Umlaufbahn mit einer Inklination von 98,1° gebracht. Sinah-1 wurde in Russland von NPO Poljot hergestellt. Die Kosten für den 160 kg schweren und 0,8 × 1,3 × 1,6 m großen Satelliten beliefen sich auf 44 Millionen US-Dollar. Die Auflösung wird mit 50 m panchromatisch und 250 m multispektral, die Schwadbreite mit 50 km bzw. 500 km angegeben.